# Anonconotus italoaustriacus
Anonconotus italoaustriacus is een rechtvleugelig insect uit de familie sabelsprinkhanen (Tettigoniidae). De wetenschappelijke naam van deze soort is voor het eerst geldig gepubliceerd in 1987 door Nadig.
1. ↑  (en) Anonconotus italoaustriacus op de IUCN Red List of Threatened Species.